# Daniel Clowes
Daniel Gillespie Clowes (Chicago, 14 aprile 1961) è un fumettista, grafico e sceneggiatore statunitense.

## Biografia
Nel 1979, completata la scuola superiore, si trasferisce a New York dove si laurea nel 1984 al Pratt Institute di Brooklyn.
Il suo primo lavoro ufficiale come fumettista è per il magazine Cracked nel 1985, con la serie The Uggly Family sulla quale lavora regolarmente fino al 1989.
Nel 1985 il personaggio di Lloyd Llewellyn fa la sua prima apparizione sul numero 13 di Love and Rockets, la serie dei fratelli Hernandez pubblicata da Fantagraphics.
Nel 1986, sempre per l'editore Fantagraphics, debutta la serie regolare di Lloyd Llewellyn, che dura sei numeri (1986-1987) più lo speciale The All-New Lloyd Llewellyn in Black and White (1988).
Nel 1989, ancora per Fantagraphics, incomincia la pubblicazione del comic-book Eightball, nel quale serializza la maggior parte delle sue storie di successo in seguito raccolte in volume (Come un guanto di velluto forgiato nel ferro, Pussey!, Ghost World, David Boring, Ice Haven, The Death Ray), alle quali affianca una serie di racconti brevi e autoconclusivi anche loro raccolti in volume (Caricature e Twentieth Century Eightball). Eightball dura 23 numeri, concludendosi nel 2004.
Nel 1997 Clowes pubblica in allegato al numero 18 di Eightball il saggio Modern Cartoonist, feroce satira sul fumetto e sui suoi autori.
Dal 16 settembre del 2007 fino al gennaio del 2008 il New York Times Magazine pubblica il fumetto Mister Wonderful, serializzandolo per 20 puntate in un inserto speciale che ripropone il formato a tutta pagina delle vecchie tavole domenicali. Nel 2011 Mister Wonderful viene pubblicato in volume in forma riveduta e ampliata.
Nel 2010 viene pubblicato il graphic novel Wilson, che è il primo fumetto di Clowes a non essere stato serializzato su rivista o comic-book.
Dal 14 aprile 2012 al 12 agosto 2012 presso l'Oakland Museum of California si tiene la più grande esposizione delle sue opere. Clowes, assieme a Chris Ware e Robert Crumb, è l'unico fumettista americano ad avere esposto in un museo.
Dopo cinque anni di preparazione il 3 ottobre 2023 la casa editrice Fantagraphics ha pubblicato la sua opera Monica.
Clowes, in un'intervista per il sito Mother Jones, si è espresso a sfavore dell'utilizzo del termine Graphic Novel.

### Vita privata
Nel 2006, dopo diversi problemi di salute ha subito un intervento al cuore.
Attualmente vive a Oakland, California, con sua moglie Erika e suo figlio Charlie.

## Opere (parziale)

### Fumetti
- Lloyd Llewellyn #1-#6 (1986–1987) e un numero speciale: The All-New Lloyd Llewellyn in Black and White (1988)
- Eightball #1-#23 (1989-2004)

### Graphic Novel
- Wilson, Coconino Press, 2010 [Drawn and Quarterly, 2010], primo fumetto di Clowes a essere pubblicato direttamente in volume senza essere serializzato su rivista o comic-book
- Ghost World, traduzione Elena Fattoretto, Coconino Press, 2015  [1997], ISBN 978-88-7618-294-5.
- Patience, Bao Publishing, 2016 [Fantagraphics, 2016]
- Monica, Coconino Press, 2023  [2023], ISBN 9788876186820.

### Raccolte in volume
- #$@&!: The Official Lloyd Llewellyn Collection, Fantagraphics, 1989
- Lout Rampage!, Fantagraphics, 1991, Storie brevi da Eightball
- Come un guanto di velluto forgiato nel ferro (Like a Velvet Glove Cast in Iron), Coconino Press, 2009 [Fantagraphics, 1993 - Eightball #1-#10]
- Pussey!: The Complete Saga of Young Dan Pussey, Fantagraphics, 1995 - Eightball #1, #3, #4, #6, #8, #9, #12, #14
- Orgy Bound, Fantagraphics, 1996, storie brevi da Eightball
- Ghost World, Coconino Press, 2008 [Fantagraphics, 1997 - Eightball #11-#18]
- Caricature, Coconino Press, 2011 [Fantagraphics, 1998], raccolta di 8 storie brevi da Eightball e una pubblicata su Esquire
- David Boring, Coconino Press, 2003 [Pantheon Books, 2000 - Eightball #19-#21]
- Twentieth Century Eightball, Fantagraphics, 2002, Storie brevi da Eightball
- Ice Haven, Coconino Press, 2007 [Pantheon, 2005], versione ampliata, rivista e corretta di Eightball #22
- The Death-Ray, Coconino Press, 2012 [Drawn and Quarterly, 2011], ripubblicazione in volume cartonato di Eightball #23
- The Art of Daniel Clowes: Modern Cartoonist, Abrams ComicArts, 2012
- Mister Wonderful: A Love Story, Coconino Press, 2013 [Pantheon Books, 2011] versione ampliata, rivista e corretta della storia omonima serializzata in precedenza sul New York Times

### Altro
- Cracked, striscia a puntate "The UGGLY Family" (dal 1985 al 1989).
- Ghost World: A Screenplay [Fantagraphics 2001] Testo che raccoglie la sceneggiatura originale del film Ghost World ed extra sulla lavorazione del film.
- Art School Confidential: A Screenplay [Fantagraphics 2006] Testo che raccoglie la sceneggiatura originale del film Art School Confidential ed extra sulla lavorazione del film.

## Pubblicità
- Nel 1993 Clowes è stato uno dei principali illustratori per la grafica delle lattine e del logo della OK Soda, insieme al suo collega fumettista Charles Burns[4].
- Nel 2004 presta il suo volto per uno spot della Apple diretto da Errol Morris, ma mai andato in onda[5].
- Nel 2012 Clowes è l'ideatore e disegnatore del logo del neonato locale/ristorante parigino Wanderlust, per il quale illustra anche poster, menù, cartoni della pizza e altri oggetti[6].

## Filmografia parziale

### Attore
- I Simpson - Husbands and Knives (Stagione 19, Episodio 7, 2007)
- Shut Up Little Man! An Audio Misadventure (2011)

### Sceneggiatore
- Ghost World (2001)
- Art School Confidential - I segreti della scuola d'arte (2006)
- Wilson (2017)

## Premi e riconoscimenti
Nel 2002 Clowes, assieme a Terry Zwigoff, è nominato al Premio Oscar nella categoria migliore sceneggiatura non originale per il film Ghost World.
- Eisner Awards
  - Best Writer/Artist: Drama nel 2000 per Eightball
  - Best Writer/Artist: Drama nel 2002 per Eightball
  - Best Single Issue/Single Story nel 2002 per Eightball #22,
  - Best Single Issue/Single Story nel 2005 per Eightball #23: "The Death Ray"
  - Best Short Story nel 2008 per Mr. Wonderful, serializzato sul New York Times
  - Best Graphic Album nel 2011 per Wilson, pari merito con Return of the Dapper Men di Jim McCann e Janet Lee
- Harvey Awards
  - Best Writer nel 1997 per Eightball
  - Best Writer nel 2005 per Eightball
  - Best Cartoonist (Writer/Artist) nel 2002 per Eightball
  - Best Letterer nel 1991 per Eightball
  - Best Letterer nel 1997 per Eightball
  - Best New Series nel 1990 per Eightball
  - Best Continuing or Limited Series nel 1991 per Eightball
  - Best Continuing or Limited Series nel 1992 per Eightball
  - Best Continuing or Limited Series nel 1997 per Eightball
  - Best Single Issue or Story nel 1990 per Eightball #1
  - Best Single Issue or Story nel 1991 per Eightball #3
  - Best Single Issue or Story nel 1998 per Eightball #18
  - Best Single Issue or Story nel 2005 per Eightball #23
  - Best Graphic Album of Previously Published Work nel 2003 per 20th Century Eightball
- Ignatz Awards
  - Outstanding Story nel 1998 per Ghost World (Eightball #19)
  - Outstanding Story nel 1999 per David Boring (Eightball #20)
  - Outstanding Comic nel 1997 per Eightball #17
  - Outstanding Comic nel 2002 per Eightball #22
  - Outstanding Comic nel 2004 per Eightball #23,
  - Outstanding Graphic Novel or Collection nel 1998 per Ghost World
- PEN Literary Award
  - Graphic Literature nel 2011 per l'eccezionale corpus d'opere